# Дитя погоди
«Дитя погоди» (яп. 天気の子, Тенкі но Ко, англ. Weathering with You) — романтичне фантастичне аніме 2019 року, режисера та сценариста Макото Сінкая, спродюсований компанією CoMix Wave Films. Головні ролі озвучили Котаро Дайґо та Нана Морі. Музику для фільму написала група RADWIMPS.
В Японії прем'єра відбулася 19 липня 2019 року.
За день до прем'єри в Японії була опублікована роман-адаптація кіноісторії. 25 липня вийшов перший випуск манґа-адаптації, ілюстрований Ватарі Кубота. Фільм було висунуто на кінопремію «Оскар» в категорії «Кращий фільм іноземною мовою». В Український прокат фільм вийшов 31 жовтня 2019 року.

## Сюжет
У червні 2021 року учень першого курсу старшої школи Ходака Морішіма втікає від свого проблемного життя на Кодзусімі до Токіо. Під час міцного шторму його ледве не змиває з палуби порома в море, але його рятує Кейсуке Суґа, який дає йому свою візитівку. Коли у Ходаки закінчуються гроші та він зневіряється знайти роботу через свій вік, йому зустрічається дівчина на ім'я Хіна Амано, що працює в Макдональдсі. Вона шкодує його і дає йому поїсти. Через деякий час Ходаку збиває власник клубу, біля входу в який він заснув; Ходака падає на сміттєвий контейнер і знаходить там пістолет Макарова. Не знайшовши жодної праці, Ходака їде в офіс Суґи, де зустрічає його племінницю Нацумі та його самого. Суґа наймає його помічником у свою невелику видавничу компанію, яка спеціалізується на журналах про надприродні явища і розслідує міські легенди, що мають відношення до аномально дощової погоди в Токіо. Від екстрасенсорки вони чують легенду про «сонячну дівчину», яка вміє керувати погодою.
Одного дня Ходака бачить, як Хіну намагаються змусити працювати в сумнівному клубі, власник якого збив його раніше. Він хапає її та намагається втекти, але після короткої погоні власники наздоганяють їх і знову починають його бити. Ходака відлякує їх пострілом у повітря з пістолета, що виявляється справжнім, а не макетом, як він думав раніше. Разом із Хіною вони втікають. Вона відводить його до Йойоґі Кайкан, закинутого багатоповерхового будинку з вівтарем на даху. Хіна вражає Ходаку, демонструючи свою здатність очищати небо молитвою. Хлопець дізнається, що Хіна живе зі своїм молодшим братом Наґі без дорослого опікуна. Побачивши, що вони теж знаходяться у фінансовій скруті, Ходака пропонує відкрити бізнес, який використовуватиме здібності сонячної дівчини — роботу з очищення неба для різних заходів, таких як весілля та вечірки. Вони створюють веб-сайт для прийняття замовлень, їхній бізнес швидко стає успішним. Однак, коли вони очищають небо для фестивалю феєрверків Дзінґу, Хіну показують на телебаченні, замовлень стає занадто багато, і вони вирішають закрити бізнес.
Ходаку шукає поліція, оскільки його родина подала заяву про його розшук. Слідчий знаходить знімання з камери спостереження, де Ходака стріляє з пістолета. Поліціянти приходять до квартири, де живуть Хіна і Наґі, та допитують їх, поки Ходака ховається. Хіна розуміє, що оскільки вони з братом не мають законних опікунів, а їхня мати нещодавно померла, соціальні служби мають їх затримати та розлучити. Відразу після відходу поліції до них приходить Суґа, якого теж відвідав слідчий. Суґа звільняє Ходаку, сплативши йому вихідну допомогу. Він пояснює, що поліція підозрює його у викраданні Ходаки, і він не хоче проблем, бо повинен добитись опіки над своїми доньками. Ходака, Хіна і Наґі намагаються втекти, але їх зупиняє погіршення погоди. Вони ховаються в дорогому готелі, та проводять ніч за їжею швидкого приготування та піснями караоке. Минає північ, Хіна показує, що її тіло повільно перетворюється на воду у міру того, як вона використовує свою силу. Вона пояснює, що саме вона є причиною аномальної погоди і призначена для людської жертви, після якої погода повернеться до норми. Ходака обіцяє захистити її, але наступного ранку Хіна підноситься на небо, і дощ припиняється.
Вранці поліція відстежує їхній номер готелю. Наґі відправляють до дитячого реабілітаційного центру, а Ходаку доставляють у відділ поліції. Вже закохавшися в Хіну, він хоче повернути її на Землю і втікає з-під варти за допомогою Нацумі та її мопеду. Коли вони, тікаючи від погоні, потрапляють в глибоку калюжу, Ходака продовжує бігти до будинку Йойогі Кайкан, щоб дістатись до вівтарю. Усередині він зустрічає Суґу, який намагається його зупинити. Поліція оточує їх, але Суґа, зрозумівши відчайдушне бажання Ходаки побачити Хіну, допомагає йому втекти. У храмі на даху Ходака стрибає скрізь вівтар і переноситься на грозову хмару, де знаходить Хіну та благає її піти з ним, наполягаючи, що вона має відпустити свої турботи про найвище призначення, і почати жити для себе. Щойно вони повертаються до вівтаря на даху. Хіну, Ходаку, Суґу, Наґі та Нацумі заарештовують, а злива починається знову. Ходаку засуджують до трьох років умовно і відправляють назад до Кодзусіми.
Через три роки постійний дощ затоплює більшу частину Токіо. Навесні 2024 року, закінчивши випробувальний термін та школу, Ходака повертається до Токіо, щоб вступити до університету. Він зустрічається з Суґою, який розширив свій бізнес. Шуга заохочує його знайти Хіну. Нарешті Ходака знаходить її на вулиці, де він колись хотів зізнатися їй в коханні, і де вона наразі стоїть та дивиться на затоплене місто. Вони возз'єднуються, Ходака обіцяє, що з ними все буде добре.

## Персонажі
Ходака Морішіма (яп. 森嶋帆高, Морісіма Ходака)
Озвучує — Котаро Дайґо: Старшокласник, який переїхав з віддаленого острова в Токіо, де зміг влаштуватися на роботу в журнал про надприродне.
Хіна Амано (яп. 天野陽菜, Амано Хіна)
Озвучує — Нана Морі: Життєрадісна й сильна дівчина, яка живе з молодшим братом. Має здатність впливати на погоду.
Кейсуке Суґа (яп. 須賀圭介, Суґа Кейсуке)
Озвучує — Сюн Oґурі: Письменник, який рятує Ходака, а потім наймає його на роботу.
Нацумі Суґа (яп. 夏美, Нацумі)
Озвучує — Цубаса Хонда: Студентка, яка працює в одній компанії з Ходака та Кейсуке.
Фумі (яп. 冨美, Фумі)
Озвучує — Тіеко Байсьо: Літня жінка, яку відвідує Ходака.
Наґі Амано (яп. 天野凪, Амано Наґі)
Озвучує — Сакура Кірю: Молодший брат Хіни.
Міцуха Міямідзу (яп. 宮水 三葉, Міямідзу Міцуха)
Озвучує — Моне Камісірайсі: Продавчиня в магазині ювелірних прикрас. Головна героїня попереднього фільму Макото Шінкая «Твоє ім'я»
Такі Тачібана (яп. 立花 瀧, Татібана Такі)
Озвучує — Рюносуке Камікі
14 серпня 2021 року Такі відвідав будинок своєї бабусі, щоб допомогти їй провести церемонію О-бона для свого покійного діда. Там він зустрів Хіну Амано та Ходаку Морішіму і порадив Ходаці знайти подарунок на майбутній день народження Хіни. Такі Тачібана був головним героєм у попередньому фільмі Шінкая «Твоє ім'я».

## Український дубляж
Творчий колектив студія Cinema Sound Production

## Виробництво
2 серпня 2018 року Макото Шінкай оголосив, що знімає новий художній фільм, який побачить світ 19 липня 2019 року. Дизайнером персонажів призначений Масайоші Танака, режисером анімації Ацуші Тамура, а художнім керівником Хіроші Такіґучі.

### Кастинг
Понад 2000 осіб прослуховувалися на ролі двох головних героїв фільму; вибір припав на Котаро Дайґо і Нану Морі. Інші ключові ролі дісталися сейю попередньої роботи Шінкая «Твоє ім'я». 29 травня 2019 року було оголошено допоміжний акторський склад: Шюн Oґурі (Кейсуке Суґа), Цубаса Хонда (Нацумі Суґа), Чіеко Байшьо (Такі Тачібана), Сакура Кірю (Наґі Амано).

### Озвучення
Дайґо (Ходака Морішіма) та Морі (Хіна Амано) почали записувати свої частини 27 квітня 2019 року.

## Критика
«Дитя погоди» отримало позитивні відгуки кінокритиків. На сайті-агрегаторі рецензій Rotten Tomatoes аніме має рейтинг 100 %, оснований на 18 відгуках кінокритиків. Дебора Янґ із «The Hollywood Reporter» відзначає екологічне послання та тонкий гумор фільму, а також впевнену націленість Шінкая на «прихильність підліткової аудиторії до романтики й магічного реалізму». Критик «IndieWire» Девід Ерліх у своєму відгуку виділяє, що «Шінкай не боїться віддавати перевагу пріоритетності миттєвих людських потреб» у виборі «між особистим щастям і довготерміновим людським виживанням», а також написав: «З найпершого моменту цього приголомшливо прекрасного, емоційно розбавленого столичного епіку, хмари є більш ніж просто силою природи». «Не можна заперечувати подачу за допомогою тактильної, деталізованої та прекрасно промальованої анімації,» — зазначив Камболе Кемпбелл у рецензії для «Little White Lies». У відгуку українського сайту Flashforward Magazine виділяється візуальна орієнтованість Шінкая, «багатство анімації» фільму та приділяється увага тематиці аніме: «Режисер намагається розгледіти у хаосі природи регулярність, взявши за власний атрактор щастя двох закоханих і поставивши його над начебто очевидним вибором на користь абстрактного загального блага».

## Адаптації
- 30 квітня у соцмережі Twitter Шінкай анонсував інформацію про те, що він дописав роман-адаптацію «Дитя погоди». Роман вийшов в друкованому та електронному форматах у видавництві Kadokawa Sneaker Bunko 18 липня 2019 року.[11][12]
- 25 липня вийшов перший випуск манґа-адаптації, ілюстрований Ватарі Кубота, в журналі Monthly Afternoon, що належав компанії Kodansha. Було анонсовано, що перша сторінка манги буде кольоровою.[13]